# Université préfectorale de Nagano
L'université préfectorale de Nagano (長野県立大学, Nagano kenritsu daigaku) est une université publique du Japon située à Nagano, préfecture de Nagano au Japon. L'établissement prédécesseur de l'école est fondé en 1929, et puis en 1950, l'école est devenu le collège préfectorale de Nagano. Finalement, en 2018, l'école a reçoit son agrément en tant qu'université.